# Hunter Island, British Columbia
Hunter Island är en ö i Kanada.   Den ligger i Central Coast Regional District och provinsen British Columbia, i den sydvästra delen av landet, 3 800 km väster om huvudstaden Ottawa. Arean är 334 kvadratkilometer.
Terrängen på Hunter Island är lite kuperad. Öns högsta punkt är 894 meter över havet.
I omgivningarna runt Hunter Island växer i huvudsak barrskog. Trakten runt Hunter Island är nära nog obefolkad, med mindre än två invånare per kvadratkilometer.